# Josef Bulva
Josef Bulva (Brno, 9 janvier 1943 - Monaco, 12 août 2020) est un pianiste luxembourgeois d'origine tchèque. 

## Biographie
Il commence sa formation à neuf ans, à l'école de musique de Napajedla en Moravie où il vit. Il étudie avec Václav Lanka qui le conduit à un haut niveau. Enfant prodige, à treize ans, il donne ses premiers concerts en jouant des œuvres de Mozart, des études de Liszt et les Variations Paganini de Brahms. Grâce à une bourse d'État, il entre au conservatoire de Brno, puis à l'Académie de musique de Bratislava (où Lucia Popp et Edita Gruberová ont également étudié), diplômé avec honneurs. Peu après ses vingt-et-un ans, il est promu « artiste de l'État ».
Il entame une intense activité de concertiste dans de nombreux pays, brutalement interrompu pendant un an en 1971, à la suite d'un grave accident de montagne. Il immigre à l'Ouest l'année suivante, pour des raisons politiques et s'installe d'abord à Munich, puis au Luxembourg, où il reprend son activité de concertiste et d'enregistrement de disques.
En mars 1996, il est blessé à la main gauche lors d'une chute sur une route verglacée, blessure, à l'époque, considérée comme permanente, ce qui le contraint d'arrêter sa carrière de concertiste. Depuis lors, il vit à Monaco.
Contrairement à toutes les attentes, cependant, au fil des années de rééducation, la blessure se guérit et Bulva peu, après une pause de treize ans, en novembre et décembre 2009 donner diverses concerts acclamé à Augsbourg, Munich, Zurich et Stuttgart.
Le riche répertoire de Josef Bulva contient, entre autres, des œuvres de Mozart, Beethoven, Brahms, Chopin, Liszt, Tchaïkovski, Prokofiev, Scriabine, Rachmaninoff et d'autres compositeurs contemporains. Il a effectué dans certains cas, ses propres arrangements de compositions existantes, telle la Rhapsodie hongroise no 2 de  Liszt et l'Ouverture de « Tannhäuser » de Wagner.
Bulva a toujours refusé de se donner aux modernes sirènes du marketing et du packaging et ainsi devenir l'un des principaux pianistes, et son jeu n'a pas été exempt de controverses. Alors que Joachim Kaiser, le doyen des critiques musicaux européen l'a appelé une fois « le pianiste de l'âge scientifique » grâce à ses mains les « chefs-d'œuvre apparaissent dans une nouvelle lumière » et le Propriétaires Magazine  Steinway a dit qu'il est le « miroirs de beaucoup du credo de Steinway & Sons », d'autres ont critiqué le côté analytique, la distance et le manque de « romantisme » ; ce dernier point en particulier, dans ses interprétations de Chopin. Cependant, tous sont d'accord pour un éloge de sa légendaire qualité pianistiques, son extraordinaire virtuosité et sa bravoure, ainsi que sa profonde perspicacité et sa musicalité. Dans cette mesure, Josef Bulva a été, pour le moins, « le pianiste des pianistes » de sa génération.

## Enregistrements
Bulva a fait de nombreux enregistrements avec des labels tels que Teldec, RCA, Orfeo et Mediaphon-Madacy, dont certains sont encore disponibles. Parmi eux se trouvent :
- Récital de Piano : Beethoven et Chopin (enregistrement de concert sur LCPE/Radio 100,7 FM)
- Beethoven, Sonate pour piano n° 21 « Waldstein »  (Orfeo)
- Beethoven, Sonate pour piano n° 23 en fa mineur, op. 57 « Appassionata » (Orfeo)
- Liszt, Études transcendantales (Orfeo)
- Prokofiev, Roméo et Juliette, op. 75 (version piano) (Teldec)

Récemment, le label Oreikon a publié « L'Art de Josef Bulva », contenant les sept disques autorisés de l'héritage du pianiste. Les principales œuvres de cette édition sont :
- Beethoven, Concerto pour piano n° 5 en mi-bémol majeur, op. 73 « l'Empereur »
- Beethoven, Sonate pour piano n° 13 en mi-bémol majeur, op. 27 n° 1
- Beethoven, Sonate pour piano n° 14 en do-dièse mineur, op. 27 n° 2 « Clair de lune »
- Beethoven, Sonate pour piano n° 23 en fa mineur, op. 57 « Appassionata »
- Brahms, Concerto pour piano n° 2 en si-bémol majeur, op. 83
- Chopin, Ballade n° 1 en sol mineur, op. 23
- Chopin, Scherzo n° 2 en si-bémol mineur, op. 31
- Chopin, Polonaise n° 3 en la majeur, op. 40 n° 1 « Militaire »
- Chopin, Polonaise n° 5 en fa-dièse mineur, op. 44
- Liszt, Concerto pour piano n° 1 en mi-bémol majeur
- Liszt, Concerto pour piano n° 2 en la majeur
- Liszt, Sonate en si mineur (1973)
- Liszt, Rhapsodie hongroise n° 2 en ut-dièse mineur
- Liszt, Grande étude d'après Paganini n° 3 en sol-dièse mineur « La Campanella »
- Liszt, Rhapsodie Espagnole
- Mozart, Sonate pour piano n° 17 en si-bémol majeur, K 570
- Rachmaninov, Rhapsodie sur un thème de Paganini, op. 43
- Scriabine, Sonate pour piano n° 3 en fa-dièse mineur, op. 23
- Tchaïkovski, Concerto pour piano n° 1 en si-bémol mineur, op. 23